# المضاعفات طويلة المدى للوقوف
المضاعفات طويلة الأجل للوقوفهي الظروف التي قد تنشأ نتيجة المكوث لفتراتٍ طويلة في.وضع الوقوف ولحماية الصحة خلال الوقوف لفتراتٍ طويلة، يجب على الإنسان أن يحافظ على استقامة العمود الفقرى

## الانتشار
لا توجد إجراءات معينة لقياس مدى انتشار مثل هذه المضاعفات. ومع ذلك، تقر نتائج الدراسات الأوروبية أن نسبة ثلث أو نصف العمال يقضون على الأقل أربع ساعاتٍ في أيام العمل واقفين أو مترجلين

## المضاعفات

### التراخي
وعلى العكس من الوضع المناسب أو استقامة العمود الفقرى، يشير " "التراخي" إلى الوضع غير المناسب أو "العمود الفقرى غير المستقيم."
بينما لا يشكل تحويل الوزن من قدمٍ إلى أخرى لتخفيف ضغط الوقوف لمدةٍ طويلة أي أضرار، تستطيع وضعية التراخي أن توزع الوزن عبر إطار الجسم ككل. وحيث أن تلك الوضعية تضغط على العضلات بشكلٍ ثابت وغير مستقر، فهي تؤدي إلى زيادة التيقظ. وبشكلٍ ثانوي قد تؤدي أيضًا إلى الإصابة بالدوالي. [بحاجة لمصدر]

#### الدوالي
الدوالي هي الأوردة التي أصبحت واسعة وملتوية.
فمثلما يحدث في حالة نقص ضغط الدم الانتصابي، تسحب الجاذبية الدم إلى الجزء الأسفل في الجسم بينما تساعد آليات الجسم مثل: ضيق الأوعيةوصمامات العروق، من ناحيةٍ أخرى، على دفع الدم إلى أعلى وتعمل صمامات العروق على أكمل وجه في تناغمٍ مع ما يصاحبها من تقلصات العضلات. وعلى الجانب الآخر، لا يوفر الوقوف المستمر والضغط على بعض العضلات، كما هو الحال في حالة التراخي، الدعم لأجهزة الجسم التي تسعى إلى دفع الدم إلى الأعلى. ونتيجةً لذلك، قد تتورم عروق الأرجل وتحول دون إحكام غلق الصمامات مسببةً المزيد من الانتفاخ، وبالتالي الدوالي.

### انضِغاط المِفصَل
ينتج عن الوقوف في مثل هذه الحالة ضغطًا على المفاصل الزليلية كالركبة على سبيل المثال، ولكن دون تحركٍ يذكر. ومن ثم، تعتصر العظام السائل الزليلى إلى الجانبين، وذلك على العكس من حالات الضغط الديناميكي التي تسمح بدوران السائل. وبذلك يقلل الوقوف لفتراتٍ طويلة التشحيم الطبيعي وتوسيد المفاصل الزليلية، مُتسببًا في تَمزقها.

### وضع مُتعِب للعَضلات
تحتاج العضلات للراحة فيما بين أوقات الضغط. إلا أن الوقوف لمدةٍ طويلة لا يمنحهم مثل هذة الفرصة على الإطلاق. وفي نهاية المطاف ستكون العضلات منهكة، الأمر الذي سيتسبب في الشعور بالألم.

## عوامِل الخطورة
يمثل الحمل أحد عوامل الخطورة للأم والطفل. فقد تم الربط بين المشى أو الوقوف أكثر من 6 ساعات يوميًا وبين الولادة المبكرة، وانخفاض وزن المواليد، وارتفاع ضغط دم الأم.

## مزيد من المضاعفات
يصبح الأشخاص الذين يعانون من الألم أقل انتباهًا في مهامهم، مما قد يؤدى، على سبيل المثال، إلى الحوادث في العمل.

## الإدارة
أماكن العمل المصممة جيدًا والمريحة في تصميمها تساعد على السماح للعمال بالجلوس عند الضرورة.